# Мезецкий, Иван Семёнович
Князь Иван Семёнович «Семейка» Мезецкий (ум. после 1555) — воевода в правление Василия III Ивановича и Ивана IV Грозного.

## Биография
Представитель княжеского рода Мезецких (Рюриковичи). Второй сын боярина князя Семёна Романовича Мезецкого. Братья — князья Андрей, Пётр, Фёдор и Василий Мезецкие.
В марте 1513 года — второй воевода передового полка в Туле «береженья для» во время похода великого князя на Смоленск, затем был вызван к Смоленску.
В мае 1514 года водил полк левой руки в Тулу, а в июне «с Тулы велел князь великий итти за собою к Смоленску воеводам: … Семейке княж Семенову сыну Романовича…».
В 1515 году — второй воевода полка левой руки в русской рати под командованием князя В. С. Одоевского на р. Вашана, откуда был отправлен в Тулу 2-м воеводой в полк правой руки.
В 1516 году — 3-й воевода полка левой руки у того же князя В. С. Одоевского на р. Вашане. После роспуска «больших» воевод переведен 2-м воеводой в сторожевой полк. В 1517 году — второй воевода сторожевого полка в Мещере, на Толстике, откуда был отправлен на р. Вашану.
В июле 1527 года князь И. С. Мезецкий был прислан 4-м воеводой в Одоев под командование князю М. И. Воротынскому. В мае 1529 года был отправлен в войске князя М. И. Воротынского среди прочих воевод из Почепа в Серпухов.
В мае 1530 года — 2-й воевода передового полка в конной рати во время похода русской рати на Казань.
В ноябре 1535 года князь И. С. Мезецкий был прислан 2-м воеводой полка левой руки в Можайск для дальнейшего похода на Великое княжество Литовское.
В июле 1537 года — 3-й воевода передового полка в Коломне, в августе 1538 года — 2-й воевода полка левой руки в Коломне.
В июне 1543 года князь Иван Семёнович Мезецкий служил вторым воеводой передового полка «на Коломне».
В апреле 1546 года — 2-й воевода полка левой руки в Коломне. В начале 1547 года был отправлен в Вязьму и Дорогобуж для поиска невесты молодому царю Ивану Грозному.
В июне-июле 1555 года князь И. С. Мезецкий упоминается среди голов «в стану и в сторожах» во время царского похода в Коломну и Тулу против крымского хана Девлет-Гирея.
Оставил двух сыновей и дочь:
- Князь Иван Иванович Мезецкий (ум. после 1606)
- Князь Михаил Иванович Кушник Мезецкий (ум. после 1606)
- дочь стала жена князя Юрия Ивановича Шемякина-Пронского (ум. 1554)[1]